# Katelin Guregian
Pour les articles homonymes, voir Guregian.
Katelin Guregian (née Snyder), née le 16 août 1987, est une rameuse américaine .

## Palmarès

### Championnats du monde
| Discipline | Poznań 2009 Pologne | Karapiro 2010 Nouvelle-Zélande | Bled 2011 Salvador | Plovdiv 2012 Bulgarie | Chungju 2013 Corée du Sud | Amsterdam 2014 Pays-Bas | Aiguebelette 2015 France |
| ---------- | ------------------- | ------------------------------ | ------------------ | --------------------- | ------------------------- | ----------------------- | ------------------------ |
| Huit       | Or                  |                                |                    |                       | Or                        | Or                      | Or                       |